# Mai bine nu se poate
Mai bine nu se poate (engleză As Good as It Gets) este un film american în regia lui James L. Brooks, care a avut premiera în 1997.

## Distribuție
- Jack Nicholson – Melvin Udall
- Helen Hunt – Carol Connelly
- Greg Kinnear – Simon Bishop
- Cuba Gooding Jr. – Frank Sachs
- Shirley Knight – Beverly Connelly
- Skeet Ulrich – Vincent Lopiano
- Yeardley Smith – Jackie Simpson
- Lupe Ontiveros – Nora Manning
- Jill the Dog – Verdell
- Danielle Spencer – Veterinarul

## Acțiune
Scriitorul american neurotic,  Melvin, care încuie cu trei zăvoare ușa de la intrare, este obsedat de o frumoasă chelneriță care lucrează în localul unde ia prânzul zilnic. El suferă mania de a se scârbi de tot ce atinge pe stradă, chiar în local are masa lui, și servește prânzul cu propriile tacâmuri. Se comportă grosolan cu vecinul său, care este pictor și are un cățel care face pipi pe culoar. Intro-zi aruncă cățelul vecinului în containerul de gunoi. Evenimente din film sunt condimentate cu râsul obraznic și sardonic al lui Melvin. Simpatia față de chelneriță caută să o demonstreze prin grosolănii. Toată răutatea și apucăturile lui necuviincioae, se vor schimba, după ce află că nu mai vine chelnerița la lucru, deoarece are un băiețaș bolnav, iar vecinul a fost bătut și jefuit.

## Premii
- Premiul Oscar pentru cel mai bun actor (Jack Nicholson)
- Premiul Oscar pentru cea mai bună actriță (Helen Hunt)
- Premiul Globul de Aur pentru cea mai bună actriță (muzical/comedie) (Helen Hunt)
- Premiul Globul de Aur pentru cel mai bun actor (muzical/comedie) (Jack Nicholson)
- Premiul Globul de Aur pentru cel mai bun film (muzical/comedie)

### Nominalizări
- Premiul Oscar pentru cel mai bun film
- Premiul Oscar pentru cel mai bun actor în rol secundar (Greg Kinnear)
- Premiul Oscar pentru cel mai bun scenariu original (Mark Andrus & James L. Brooks)
- Premiul Oscar pentru cel mai bun montaj (Richard Marks)
- Premiul Oscar pentru cea mai bună coloană sonoră (Hans Zimmer)
- Premiul Globul de Aur pentru cel mai bun actor în rol secundar (Greg Kinnear)
- Premiul Globul de Aur pentru cel mai bun regizor (James L. Brooks)
- Premiul Globul de Aur pentru cel mai bun scenariu (Mark Andrus & James L. Brooks)

## Vezi și
- Listă de filme americane din 1997